# Fetální alkoholový syndrom

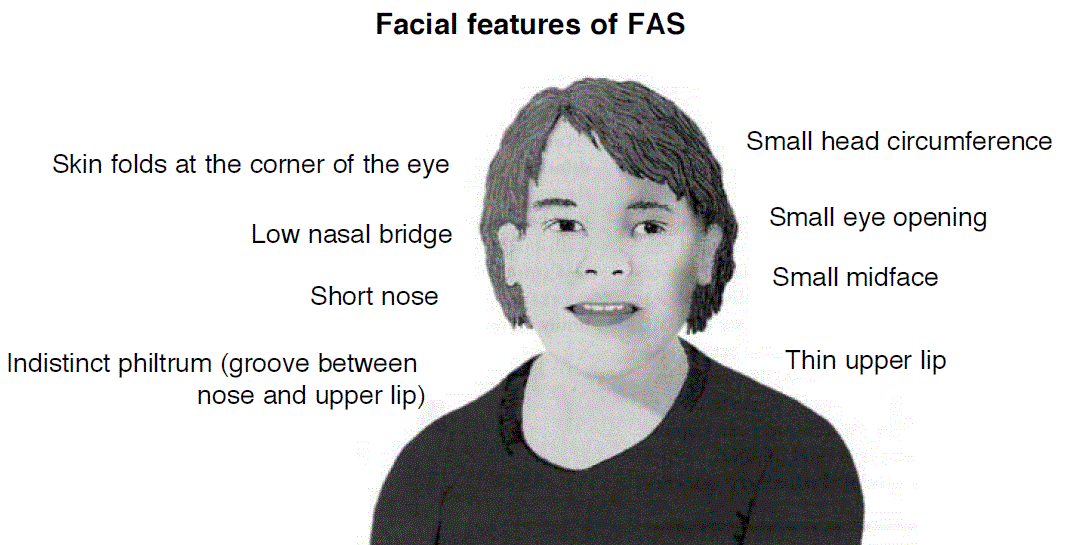
Projevy fetálního syndromu v obličeji

Dítě s fetálním alkoholovým syndromem

Fetální alkoholový syndrom (FAS) je soubor tělesných a mentálních vývojových vad lidského plodu, které vznikají následkem nadměrné konzumace alkoholických nápojů v těhotenství. Ona „nadměrná míra“ alkoholu v těhotenství je předmětem dohadů a ačkoliv některé studie ukazují, že např. jedna sklenička alkoholu týdně nepředstavuje pro vznik choroby výrazné riziko, mnohé odborné instituce doporučují těhotným ženám, aby se konzumaci alkoholu vyhnuly úplně. Pravděpodobně totiž neexistuje minimální bezpečná dávka. Vliv má ale i konzumace alkoholu u mužů před početím.
Alkohol (přesněji ethanol) je schopen projít placentální bariérou a vstoupit do těla vyvíjejícího se plodu. Může zpomalovat růst plodu a snižovat porodní hmotnost, způsobuje vývojové vady v obličeji, dále poškozuje zejména nervovou tkáň (mozek), což může mít za následek vážné poruchy osobnosti a chování. Průzkumy přitom ukazují, že např. ve Spojených státech konzumovalo 30 % těhotných žen v průběhu těhotenství alkoholický nápoj.
Hlavním příznakem fetálního alkoholického syndromu je trvalé poškození centrální nervové soustavy, zejména mozku. Nezralé mozkové buňky v lidském plodu jsou velmi citlivé na alkohol a může u nich dojít k poruše, zpomalení či zastavení vývoje. To vede například k poruchám pozornosti či paměti, impulzivnímu chování a špatnému odhadu příčin a důsledků. U dětí alkoholiček však bylo prokázáno i zvýšené riziko vzniku mentálních poruch či závislostí v pozdějším věku. Konzumace alkoholu je nebezpečná v celém průběhu těhotenství, neboť po celou dobu dochází k vývoji mozku.
Vystavení nenarozených dětí alkoholu je nejčastější příčinou poruch intelektu v západním světě. V USA a v Evropě vzniká fetální alkoholový syndrom u asi 0,2–1,5 narozených dětí z 1000. Celoživotní náklady na zdravotní a sociální péči činí až 800 000 $ na jednoho pacienta.